# Parafia św. Michała Archanioła w Gnieźnie (Białoruś)
Parafia św. Michała Archanioła w Gnieźnie – rzymskokatolicka parafia znajdująca się w Gnieźnie, w diecezji grodzieńskiej, w dekanacie Wołkowysk, na Białorusi.

## Historia
Parafia erygowano w 1524. W II połowie XVI w. kościół przejęli kalwini. W 1643 zwrócony katolikom.
W latach międzywojennych parafia leżała w archidiecezji wileńskiej, w dekanacie wołkowyskim. Przed II wojną światową liczyła ok. 3300 wiernych.
Po 1950 władze sowieckie znacjonalizowały kościół przeznaczając go na magazyn. W kolejnych latach budynek popadł w ruinę. Zwrócony po upadku komunizmu i wyremontowany. 11 sierpnia 1990 rekonsekrowany przez administratora apostolskiego diecezji mińskiej biskupa Tadeusza Kondrusiewicza.